# Budakhan Mindphone
Budakhan Mindphone è un album discografico del musicista gallese Squarepusher, pubblicato nel 1999.

## Tracce
1. Iambic 5 Poetry – 5:31
2. Fly Street – 4:52
3. The Tide – 4:25
4. Splask – 3:08
5. Two Bass Hit (Dub) – 3:32
6. Varkatope – 4:09
7. Gong Acid – 4:49